# Scutellaria pekinensis
Scutellaria pekinensis là một loài thực vật có hoa trong họ Hoa môi. Loài này được Maxim. miêu tả khoa học đầu tiên năm 1859.

## Hình ảnh

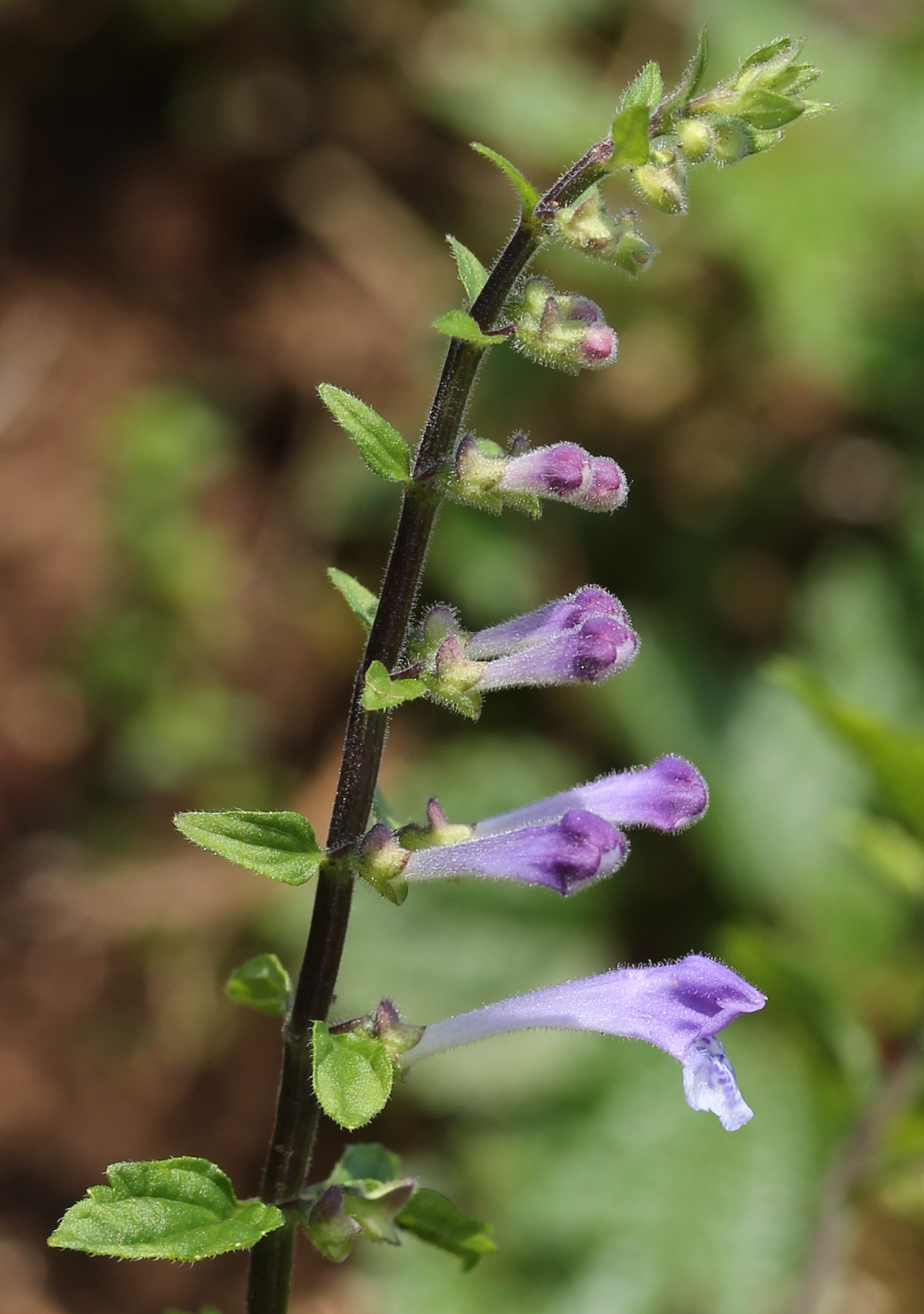
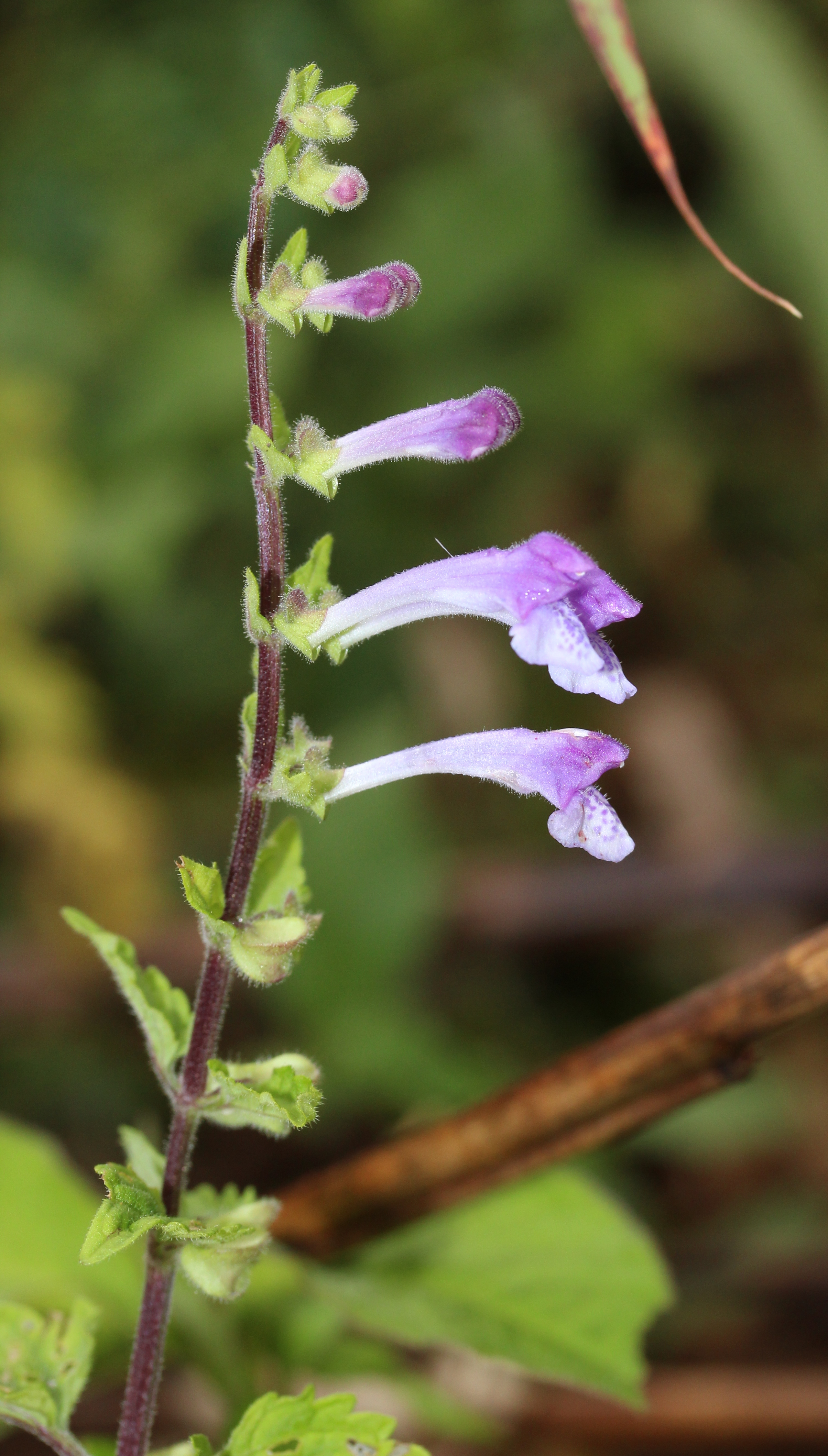
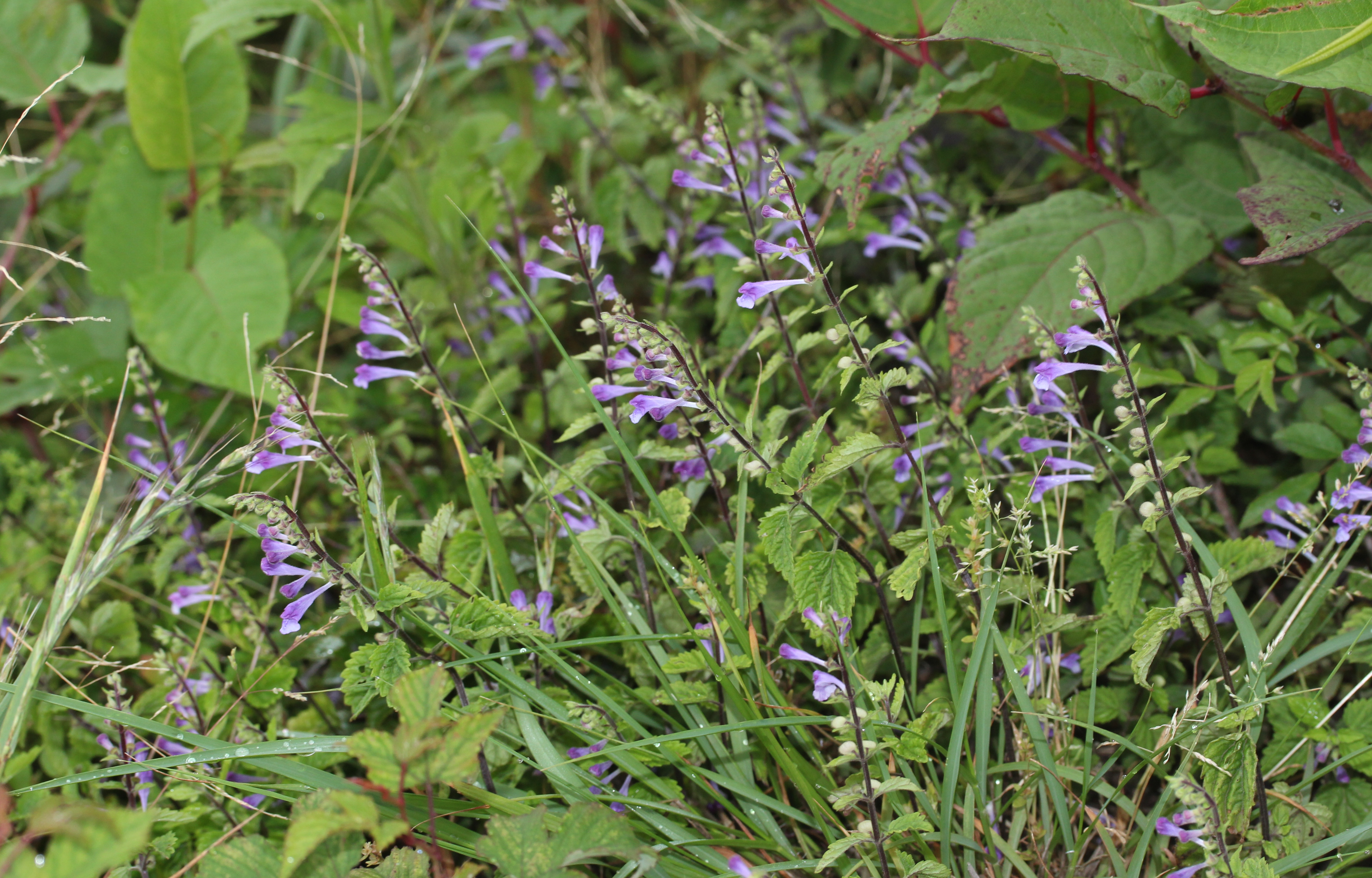
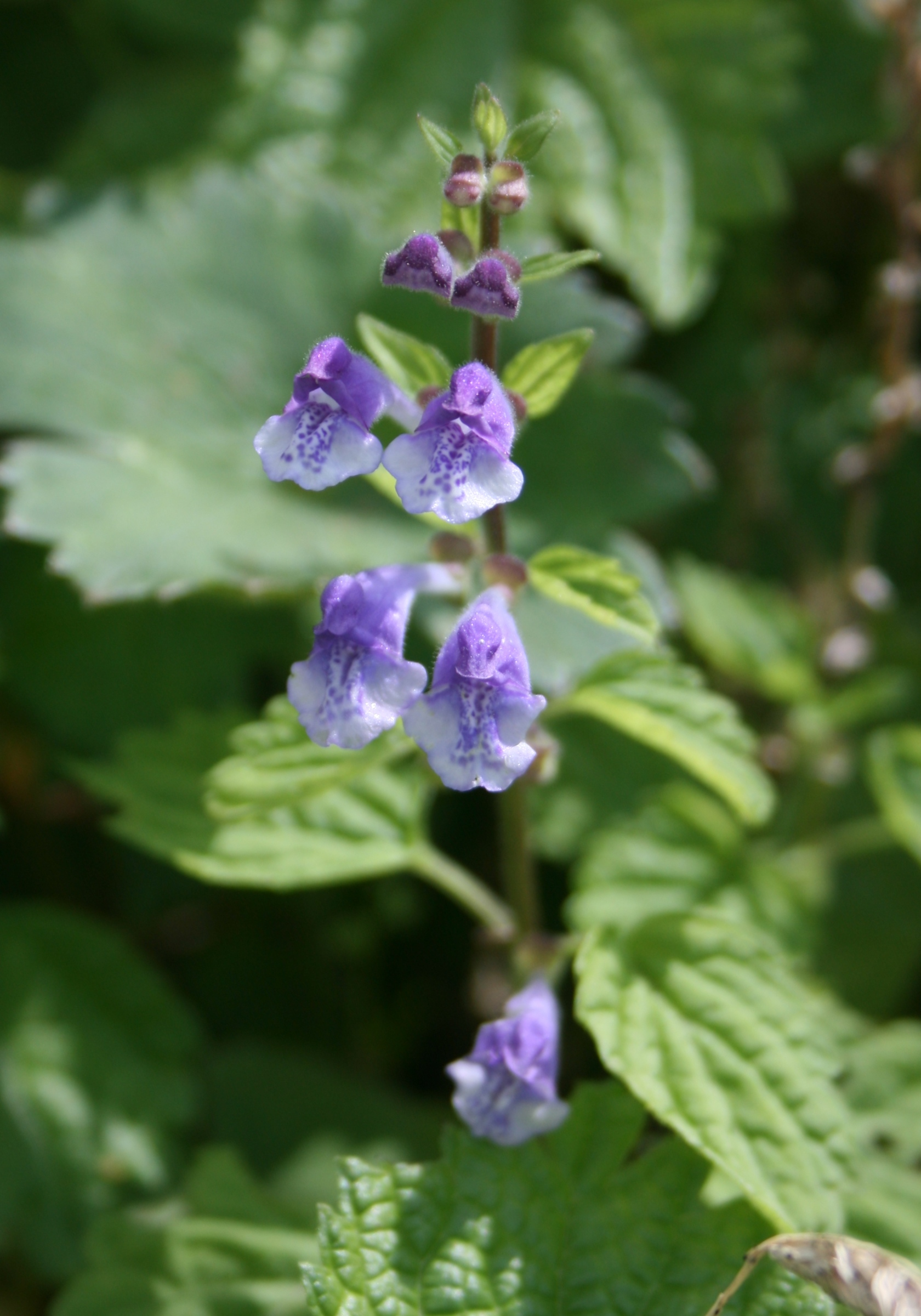